# Mohammad Reza Mokhtari
Mohammad Reza Mokhtari (in persiano محمدرضا مختاری‎; Shiraz, 1999) è un lottatore iraniano, specializzato nella lotta greco-romana.

## Biografia
Ai mondiali di Oslo 2021 si è classificato quinto nel torneo dei 72 kg, perdendo la finale per il bronzo contro il lituano Kristupas Šleiva. È riuscito a vincere l'oro ai mondiali militari di Tehran 2021, superando il russo Sergey Stepanov nella categoria dei 77 kg.
Ai campionati asiatici di Ulan Bator 2022 si è laureato campione continentale nella categoria dei -72 kg, battendo il kazako Abylaikhan Amzeyev in finale.

## Palmarès
| Anno | Manifestazione      | Sede        | Evento | Risultato | Note |
| ---- | ------------------- | ----------- | ------ | --------- | ---- |
| 2014 | Asiatici cadetti    | Bangkok     | 42 kg  | Argento   |      |
| 2015 | Asiatici cadetti    | Nuova Delhi | 50 kg  | 7º        |      |
| 2015 | Mondiali cadetti    | Sarajevo    | 54 kg  | 8º        |      |
| 2016 | Asiatici cadetti    | Taichung    | 58 kg  | Oro       |      |
| 2016 | Mondiali cadetti    | Tbilisi     | 58 kg  | Argento   |      |
| 2019 | Mondiali junior     | Tallinn     | 67 kg  | 10º       |      |
| 2021 | Mondiali            | Oslo        | 72 kg  | 5º        |      |
| 2021 | Mondiali militari   | Teheran     | 77 kg  | Oro       |      |
| 2022 | Campionati asiatici | Ulan Bator  | 72 kg  | Oro       |      |